# John Hiden
John William Hiden (geboren 21. Februar 1940 in London; gestorben 10. August 2012 in Leeds) war ein britischer Historiker. 

## Leben
John William Hiden besuchte die öffentliche Schule im Londoner Stadtteil Acton. Er studierte Geschichte an der University of London und wurde 1970 mit einer Dissertation über die politischen Beziehungen der Weimarer Republik zu den baltischen Staaten promoviert. Die Dissertation erschien 1987 im Druck.
Hiden lehrte ab 1973 an der University of Aberdeen und wechselte 1979 an die University of Bradford. Er gründete dort ein Forschungszentrum zur Geschichte des Baltikums. Er arbeitete ab 2002 weiterhin als Emeritus in Bradford und als senior research fellow an der Glasgow University. Hiden war unter anderem Mitglied der deutschen Baltischen Historischen Kommission.
Hiden war seit 1963 mit Juliet Hiden verheiratet; sie haben zwei Kinder.

## Schriften (Auswahl)

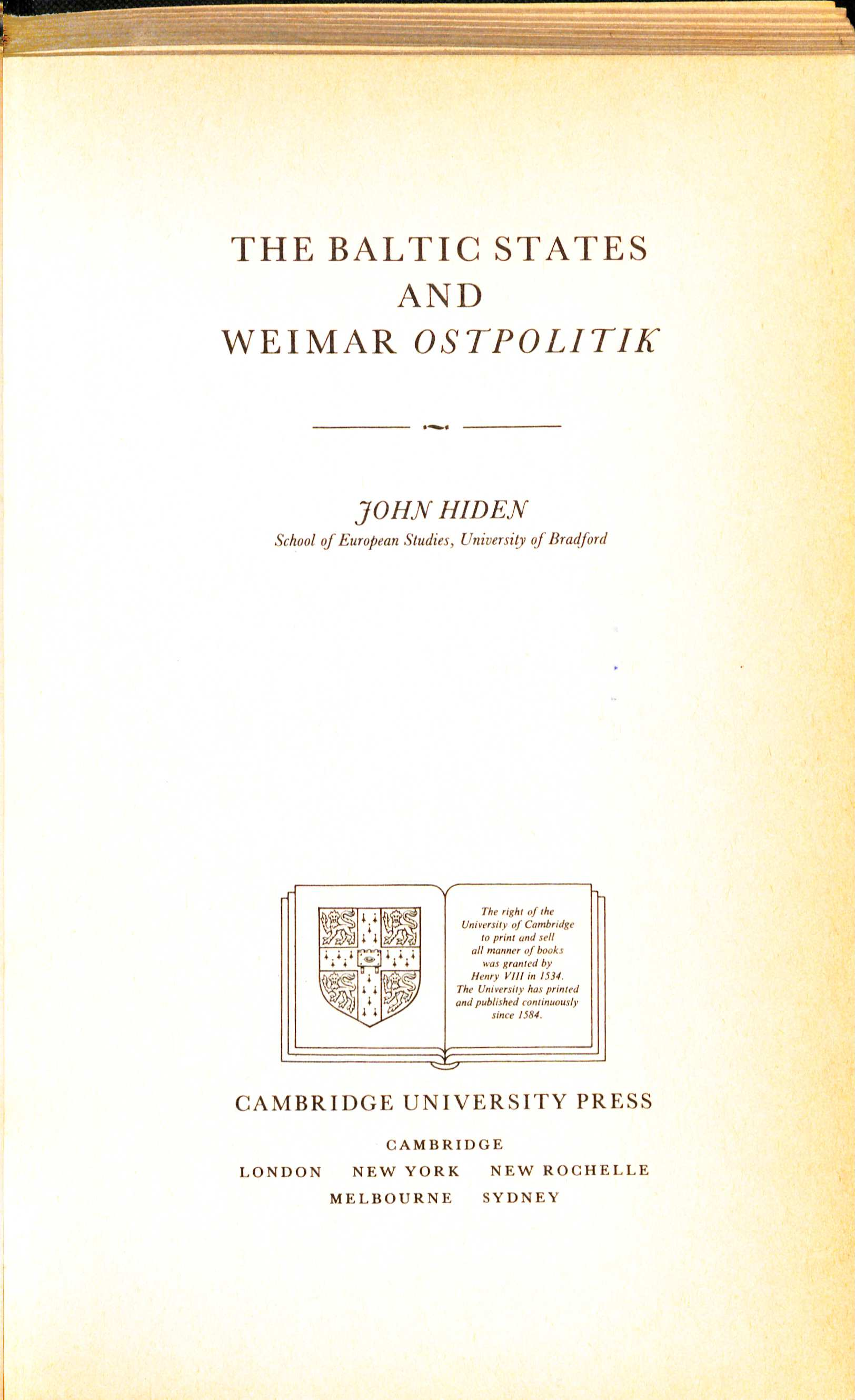

- The Weimar Republic. Longman, 1974
- Germany and Europe, 1919–39. 1977
- mit John Farquharson: Explaining Hitler's Germany. 1983
- The Baltic States and Weimar Ostpolitik. Cambridge : Cambridge University Press, 1987
- The Baltic in International Relations Between the Two World Wars. 1988
- mit Thomas Lane: The Baltic and the Outbreak of the Second World War. Cambridge University Press, 1992, ISBN 0-521-53120-9
- Republican and Fascist Germany. 1996
- Defender of Minorities: Paul Schiemann, 1876–1944. London : Hurst, 2004, ISBN 1-85065-751-3[1]
- mit Martyn Housden: Neighbours or Enemies? Germans, the Baltic and Beyond. Amsterdam : Rodopi, 2008
- mit David Smith: Ethnic Diversity and the Nation State. 2012